# Lackenhof
Lackenhof ist eine Ortschaft und Katastralgemeinde der niederösterreichischen Marktgemeinde Gaming im Bezirk Scheibbs am Westfuß des Ötschers. Der Ort besteht aus dem Dorf Lackenhof und der Rotte Weitental.

## Geographie
Das Dorf liegt auf 809 Meter Seehöhe am Ende eines Seitentals der Ois (Ybbs).
Die Ortschaft umfasst etwa 150 Gebäude mit knapp 300 Einwohnern.
Zum Ortschaftsgebiet gehört auch Rotte Weitental, das sind die Häuser taleinwärts des Dorfes, Streusiedlungen sind Ötscherwiese, nordöstlich oberhalb von Weitental, und Raneck, die Passhöhe 954 m ü. A. am nordwestlichen Fuß des Ötschers, die über den Nestelberggraben in das Tal der Erlauf bei den Vorderen Tormäuern führt.
Die Katastralgemeinde erstreckt sich noch weit über das Ortschaftsgebiet hinaus:
- nach Süden, in das hintere Tal der Ois (Ybbs), wo sie Teile der Ortschaft Maierhöfen sowie Langau umfasst
- nach Osten, und umfasst dort den Ötschergipfel mit dem Ötscherschutzhaus ebenso wie die Ansiedlung Trübenbach, die schon an der Ötscher-Ostflanke im Erlauftal nahe Erlaufboden, unterhalb der Zwölfermauer, liegt.

Nachbarorte, -ortschaften und -katastralgemeinden

## Geschichte
Das Kirchendorf mit einem Streusiedlungsgebiet von einem bis drei Kilometer Radius hat seinen Ursprung im 15. Jahrhundert, als die Kartäuser in Gaming einen Meierhof mit Fischteich mit dem Namen Hof an der Lacke anlegten. Nach der Kartausenaufhebung durch Joseph II. 1782 erfolgte die weitere Besiedelung durch Holzfäller. 
Laut Adressbuch von Österreich waren im Jahr 1938 in Lackenhof ein Bäcker, zwei Gastwirte, ein Gemischtwarenhändler, ein Glaser, ein Konsumverein, ein Tischler und einige Landwirte ansässig. Weiters ist das Oetscherschutzhaus verzeichnet.
1963 wurde der rund 2,4 Kilometer lange Sessellift auf den Ötscher eröffnet. Ab den 1990er-Jahren schwindet die Rentabilität des Wintersportbetriebs mit Hotels. Ausländische Investoren kauften bis Jänner 2012 11 der 15 Hotels: 7 gehören Ungarn, 3 Russen, darunter der Jagdhof, das einzige 4-Sterne-Hotel im Ort.
2000 hat die Schröcksnadel-Gruppe den Lift gekauft. 2014 stieg die ecoplus Alpin GmbH (im Eigentum des Landes NÖ) als 40-%-Gesellschafter ein. Von 2000 bis 2021 wurden 15 Mio. Euro in das Schigebiet investiert. Am 26. November 2021, 5. Lockdowntag während der 4. Infektionswelle der COVID-19-Pandemie, verkündete die Schröcksnadel-Gruppe, dass die Ötscherlifte des Schigebiets Lackenhof wie im Winter zuvor auch 2021/2022 nicht in Betrieb gehen werden und ab Frühjahr 2022 abgebaut werden sollen. Markus Schröcksnadel und Markus Redl (GF ecoplus Alpin) erklären unisono, dass ein rentabler Betrieb nicht mehr möglich ist die Eintritte sind pro Jahr von 150.000 auf 100.000 zurückgegangen. Das Schigebiet Lackenhof am Ötscher war bis 2021 ein Mitglied von skisport.com, gemeinsam mit dem Schigebiet Hochkar gab es eine Kombikarte. Am 21. Dezember 2021 beschloss die Niederösterreichische Landesregierung den Kauf der (Schröcksnadel-)Anteile der Ötscherlifte in Lackenhof (für symbolische 50 Euro) und der Hochkar Bergbahnen (60 % Anteile auf Basis eines Verkehrswertgutachtens um 6 Millionen Euro).
Von 1875 bis 1938 und erneut von 1948 bis 2018 gehörten große Teile des Gebietes von Lackenhof (inklusive den Gründen des Schigebietes) der Familie Rothschild, deren Erben den Besitz an die Familie Prinzhorn verkauften.

## Pfarrkirche

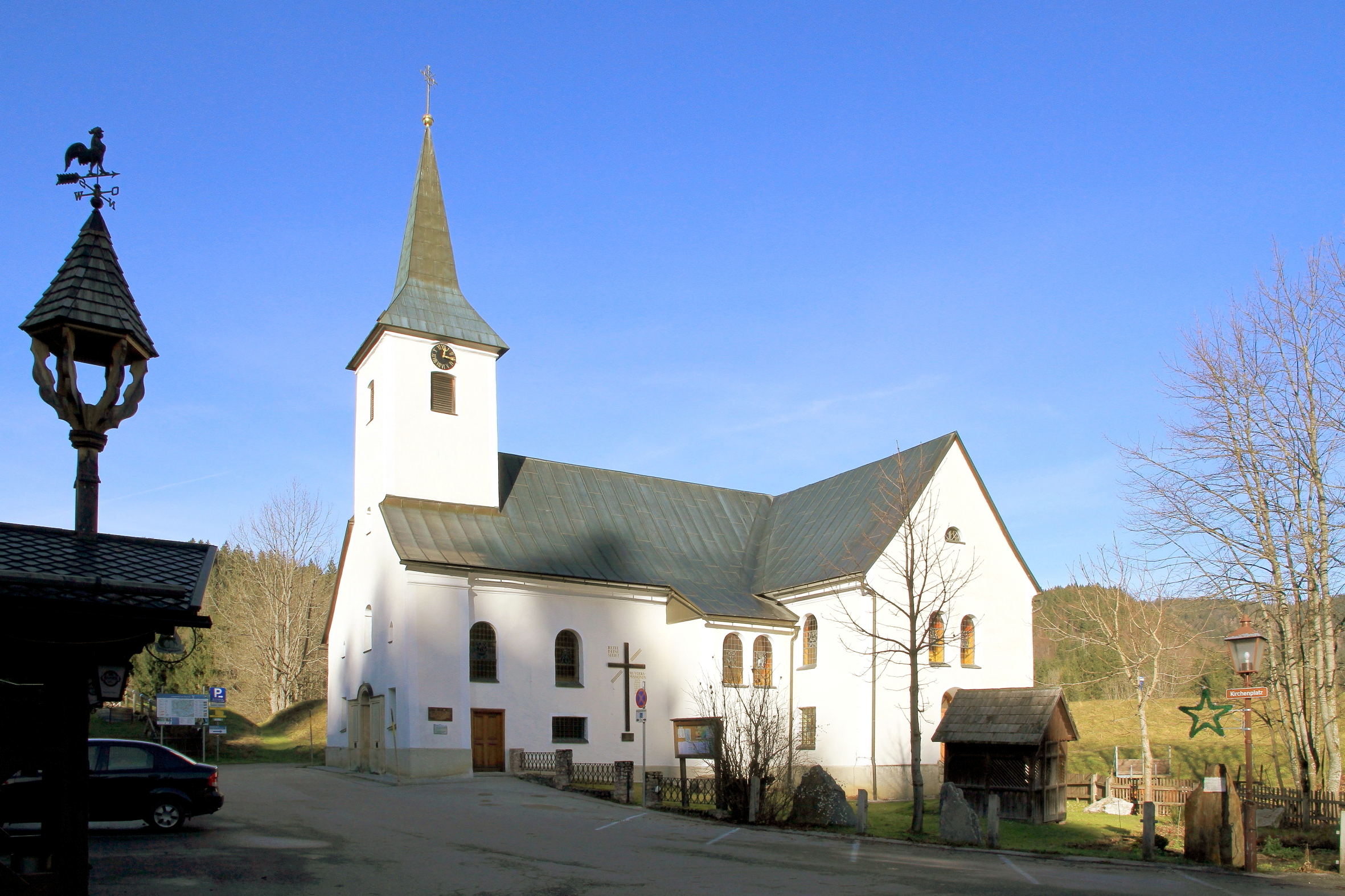
Pfarrkirche hl. Leonhard

Die Pfarrkirche Lackenhof, dem hl. Leonhard geweiht, befindet sich am nordwestlichen Ortsrand in erhöhter Lage. Nachdem Lackenhof 1785 von der Pfarre Gaming getrennt war, wurde 1786 die Kirche erbaut. 1809 wurde die Kirche zur Pfarrkirche erhoben. Der westseitige Turm und die seitlichen Anbauten wurden von 1821 bis 1837 errichtet. Der Hochaltar aus dem 2. Viertel des 18. Jahrhunderts ist ein ehemaliger Seitenaltar der Kartäuserkirche Gaming und wurde 1784 hierher übertragen.